# Phương trình vi phân thường
Phương trình vi phân thường là một phương trình trong đó có chứa hàm phải tìm (ẩn hàm)là hàm một biến, biến số độc lập và đạo hàm (hoặc vi phân) các cấp của ẩn hàm. Trong một phương trình vi phân thường, có thể vắng mặt ẩn hàm và biến số độc lập nhưng dứt khoát phải có mặt đạo hàm (hoặc vi phân) của ẩn hàm. Nếu ẩn hàm là hàm nhiều biến (từ 2 biến trở lên), phương trình được gọi là phương trình đạo hàm riêng.
Một phương trình vi phân thường có dạng tổng quát:
{\displaystyle F(x,y,y',\dots ,y^{(n)})=0}
trong đó x là biến số độc lập, {\displaystyle y} là ẩn hàm {\displaystyle y',y'',\dots },là các đạo hàm của hàm y. Cấp của một phương trình vi phân thường là cấp cao nhất của đạo hàm (hay vi phân) thực sự có mặt trong phương trình.
Giải (hay tích phân) một phương trình vi phân là tìm tất cả các nghiệm của phương trình vi phân ấy.